# ZMapp
ZMapp（ジーマップ。ズィーマップとも）は、タバコの近縁種であるベンサミアナタバコの葉の遺伝子へ組み込んで作られる、3種類のヒト化モノクローナル抗体を混合した抗エボラウイルス薬である。2014年現在、サルに対する非臨床試験しか実施されていない未承認薬であるが、2014年8月4日に2人のエボラ出血熱患者に投与され、実験的な治療が行われた。その結果、2人とも症状が改善されるポジティブな結果を示した。しかしながらその翌週ごろに投与された6名のうち2名は一定の効果を見せた後に容態悪化で死亡しており、死因が用法用量の不適切か副作用か病状悪化か患者の体力由来かなどの詳細なソースも不明であり、薬効については不透明のままである。なお2名死者のうちスペイン人司祭は後期高齢者であった。この薬は、米国のベンチャー企業、マップ・バイオファーマシューティカル社が開発中である。
元々は生物兵器から身を守るために開発されたもので、国立衛生研究所や国防脅威削減局が開発を支援している。